# Paležnica Gornja
Paležnica Gornja (cyr. Палежница Горња) – wieś w Bośni i Hercegowinie, w Republice Serbskiej, w mieście Doboj. W 2013 roku liczyła 328 mieszkańców.